# ماکن
ماکُن (به فرانسوی: Mâcon) شهری است در شهرستان سون-ا-لوآر (Saône-et-Loire) در ناحیه بورگوین با جمعیت ۳۴٬۱۷۱ نفر در کشور فرانسه واقع شده‌است